# Buenos Aires de Cumbibira
Buenos Aires de Cumbibira es un caserío peruano ubicado en el distrito de Catacaos, perteneciente a la provincia y departamento de Piura, al norte del Perú. 

## Ubicación
Buenos Aires de Cumbibira se ubica al oeste de la provincia de Piura, en el distrito de Catacaos, en el departamento de Piura.

## Demografía
En 2017 Buenos Aires de Cumbibira tenía una población de 319 habitantes.
| Gráfica de evolución demográfica de Buenos Aires de Cumbibira entre 1993 y 2017 |
|                                                                                 |
| Fuentes: Población 1993 y 2017                                                  |